# George Maxwell Richards

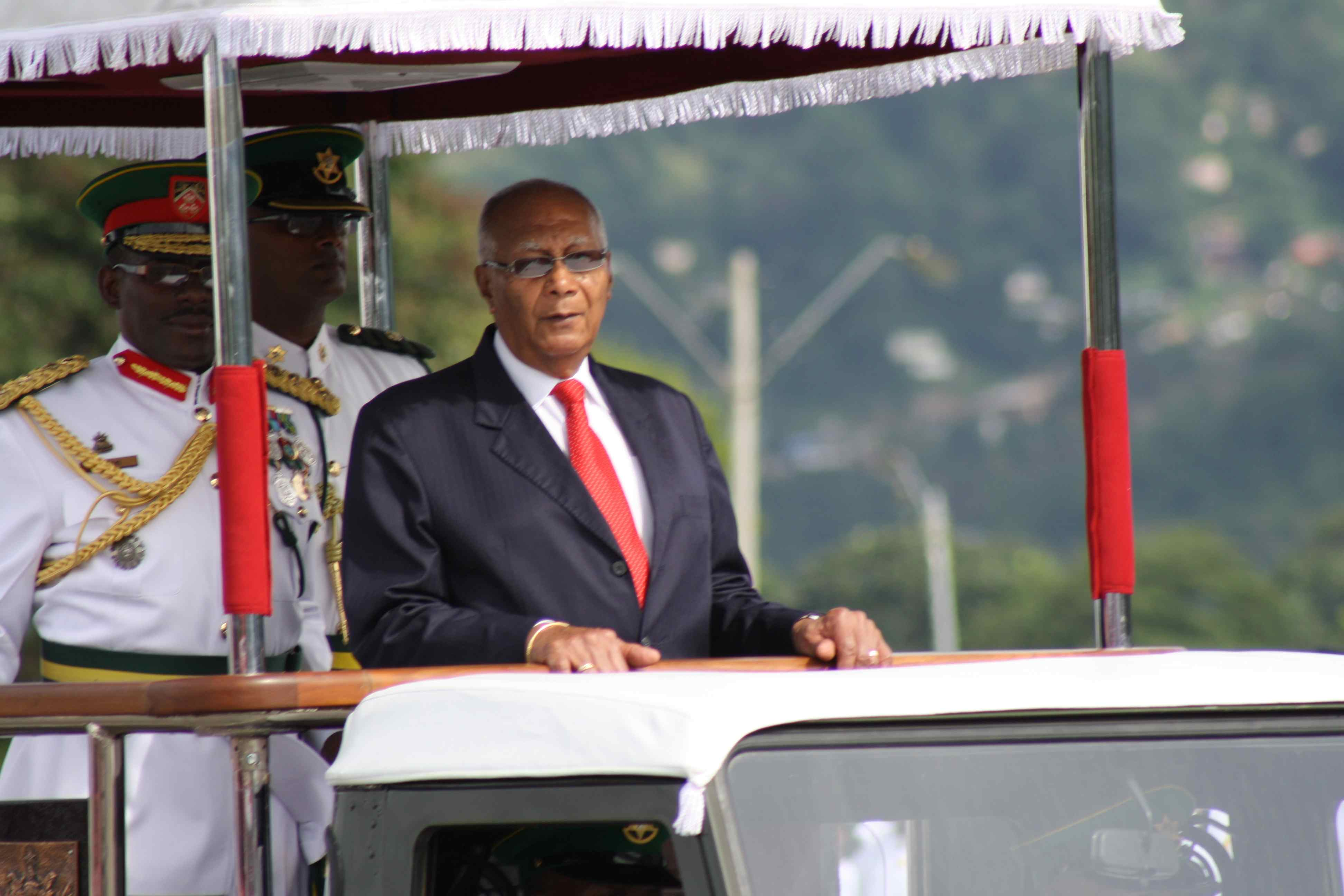
George Maxwell Richards in 2010

George Maxwell Richards (San Fernando, 1 december 1931 – Port of Spain, 8 januari 2018) was van 2003 tot 2013 de vierde president van Trinidad en Tobago.
Richards werd geboren op het eiland Trinidad en studeerde chemische technologie in onder andere Groot-Brittannië waar hij op de universiteit van Cambridge een graad behaalde. In de jaren 1980 was hij het hoofd van de University of the West Indies, in de tijd dat de overheid kortte op de subsidie aan het instituut. Hij zou de positie tot 1996 bekleden.
Op 17 maart 2003 werd Richards beëdigd als president, een hoofdzakelijk ceremoniële positie in het land. Hij was het eerste staatshoofd in het Engelstalige Caraïbisch gebied ("West-Indië") van indiaanse afkomst.